# Watford (metropolitana di Londra)
Watford è la stazione della metropolitana di Londra, capolinea della diramazione di Watford della linea Metropolitan.
La stazione si trova nella Travelcard Zone 7.

## Storia
All'inizio del XX secolo, la Metropolitan Railway (MR) penetrò nell'Hertfordshire e nel Buckinghamshire con la sua ferrovia suburbana, allettando i londinesi con la sua campagna pubblicitaria che promuoveva la nuova ferrovia come un'opportunità di vivere in una zona rurale con facile accesso al centro di Londra. La MR era anche intenzionata a fornire una connessione da Watford e pianificò una diramazione da Moor Park via Croxley. Il MR acquistò del terreno, lungo la strada, dal Gonville and Caius College e nel 1912 ottenne l'autorizzazione a costruire la stazione.
La stazione di Watford venne aperta il 2 novembre 1925.